# 若松西バイパス
若松西バイパス（わかまつにしバイパス）は、福島県会津若松市にある国道118号のバイパス道路。

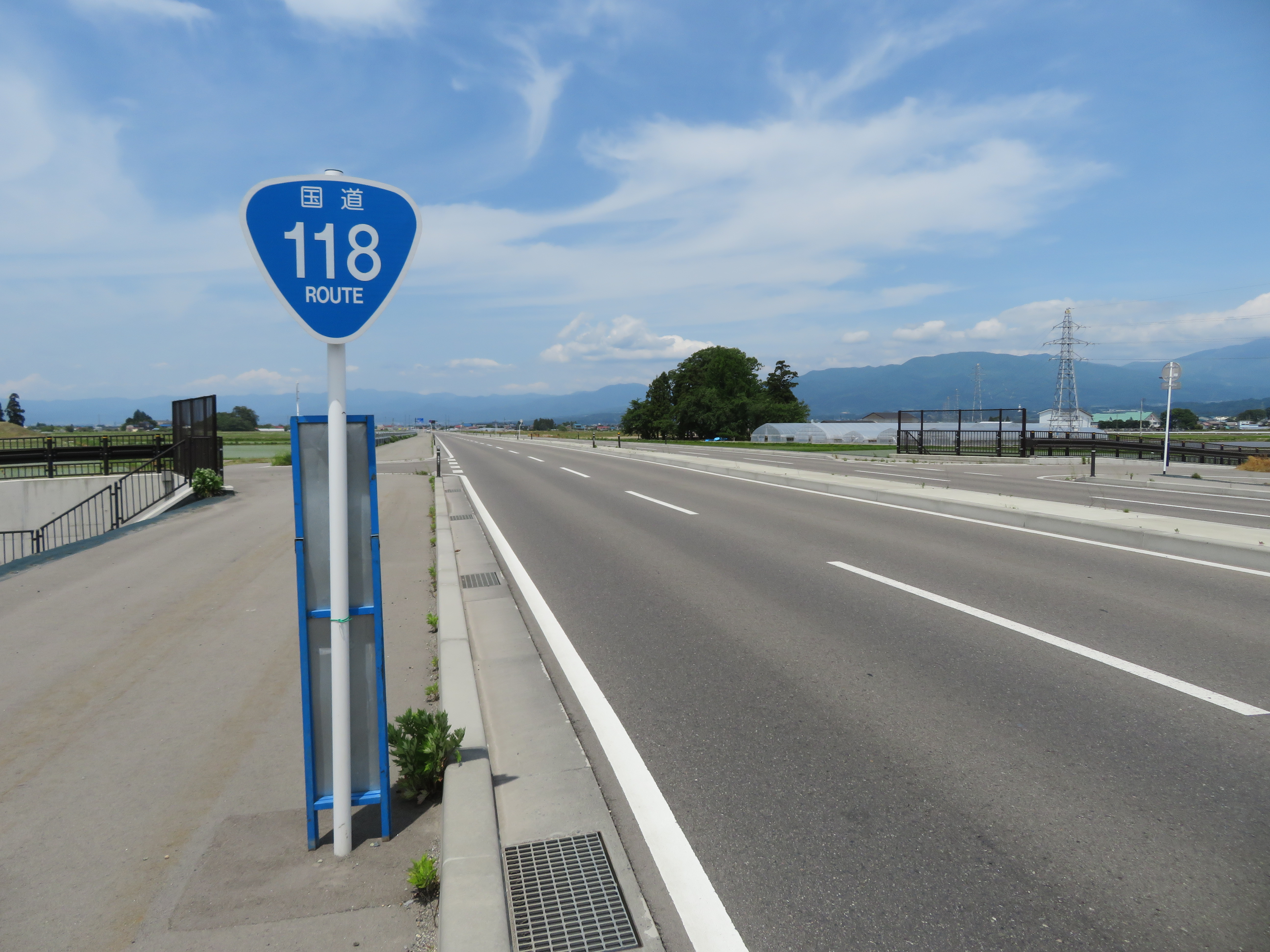
福島県会津若松市神指町大字中四合町道下丙付近

## 概要
会津若松市中心部の国道118号・国道121号（神明通り、中央通り）では慢性的な渋滞が発生していた。特に神明通り北交差点は交通情報に毎日のように登場していた。このような状況を解消するため、また磐越自動車道会津若松インターチェンジへのアクセスの向上のため1984年（昭和59年）に都市計画決定がなされ、事業に着手した。福島県道128号会津若松会津高田線から国道401号に至るまでの区間を第1工区、福島県道59号会津若松三島線から国道49号までの区間を第2工区、国道401号から福島県道59号会津若松三島線までの区間を第3工区として事業が進められ、2019年（平成31年）3月23日に全線開通した。
2010年（平成22年）4月、道路工事に先立つ調査で発掘された神指城跡が、歴史的に大変重要な遺構であることが判明し、文化庁の担当者からも「遺跡とバイパスが共存するのは難しい。」とルート変更を求める意見があったたり、2011年（平成23年）7月26日に会津若松市内で住民を対象とした事業説明会が開かれ、変更後のルートと阿賀川新橋りょうの整備計画が示された。また、完成時期は2018年（平成30年）度を目標することについても公表された。変更後のルートは、遺跡の東隣を通って阿賀川新橋りょうへ繋がる道路に連結する計画となった。

### 路線データ
- 起点：会津若松市門田町大字一の堰[1]
- 終点：会津若松市町北町大字中沢[1]
- 全長：6.8 km[1]
- 車線：4車線（起点 - 4.0km区間）、暫定2車線（前述の区間以外）[1]
- 幅員：23.0 m[2]

## 沿革
- 1984年（昭和59年）8月17日 - 西部幹線の名称で都市計画決定[1][2]。
- 1988年（昭和63年） - 事業着手[2]。
- 2004年度（平成16年度） - 起点 - 国道401号交点（3.3 km）開通[1]。
- 2007年度（平成19年度） - 国道401号交点 - 供用中終点（1.3 km）開通[1]。
- 2019年（平成31年）3月23日 - 全線開通[4]。

## 途中交差する路線
- 福島県道128号会津若松会津高田線（起点）
- 国道401号
- 福島県道59号会津若松三島線
- 福島県道152号橋本会津高田線
- 福島県道59号会津若松三島線阿賀川新橋梁工区（予定）
- 国道121号会津縦貫北道路若松北バイパス（予定）
- 国道49号・国道252号（終点）

## 道路施設
- 飯寺跨道橋[1]
- 飯寺跨線橋
  - 全長：280.0 m
    - 主径間：22.0 m

  - 幅員：13.0(18.0) m
  - 形式：6径間連続充腹式アーチ橋+PC単純プレテンT桁橋+11径間連続充腹式アーチ橋(計18径間）
  - 竣工：1999年度

門田町大字飯寺字上川原に位置し、JR只見線を渡る。工業団地、住宅地を縦貫するため景観と安定性に配慮し重複式多連アーチ橋が採用された。これにより伸縮継ぎ手がなく、騒音の低減も図られている。総工費は12億7600万円。
- 小見大橋（湯川放水路）[1]